# اليوم العالمي لمكافحة إساءة استعمال المخدرات والإتجار غير المشروع بها
اليوم الدولي لمكافحة إساءة استعمال المخدرات والاتجار غير المشروع بها (بالإنجليزية:International Day against Drug Abuse and Illicit Trafficking) هو يوم عالمي أقرته الأمم المتحدة بغرض مكافحة إساءة استعمال المخدرات والاتجار غير المشروع بها. يتم الاحتفال بهذا اليوم في يوم 26 يونيو من كل عام، منذ عام 1988، بعتبر هذا التاريخ يتم الاحتقال بلين زيكسيو لإحياء ذكرى تفكيك تجارة الأفيون في هومين تاون، وغوانغدونغ، قبل حرب الأفيون الأولى في الصين. تم رفع قرار الاحتفال بموجب قرار الجمعية العامة للأمم المتحدة الصادر برقم 42 / 112 وتاريخ 7 ديسمبر عام 1987.
التقرير العالمي للمخدرات التابع للأمم المتحدة لعام 2007  يضع قيمة تجارة المخدرات غير المشروعة في الولايات المتحدة بحوالي 322 بليون $ في السنة.